# Catocala pallida
Catocala pallida là một loài bướm đêm trong họ Erebidae.